# سرهی پریادون
سرهی پریادون (اوکراینی: Сергій Анатолійович Прядун؛ زادهٔ ۱۱ اکتبر ۱۹۷۴) کشتی‌گیر اهل اوکراین است.